# آیمار بونل
آیمار بونل (انگلیسی: Aimar Bonel؛ زادهٔ ۱۹ مهٔ ۲۰۰۶) بازیکن فوتبال است که در حال حاضر برای اوساسونا بی در پست هافبک بازی می‌کند.

## زندگی شخصی
او برادر بزرگتر دیگر بازیکن فوتبال، آسیر بونل است. پیش از فصل ۲۶–۲۰۲۵، او به همراه برادر کوچکترش از سوبیزا به اوساسونا پرومس ارتقا یافت.